# بنیاد خانواده لیبتسکی
بنیاد خانواده لیبتسکی، بنیادی است که توسط موزس لیبتسکی در سال ۲۰۰۱ در سانفرانسیسکو بنیان‌گذاری شده‌است. در خلاصه توصیف مأموریت این بنیاد آمده‌است که این بنیاد به دنبال مدیریت و حمایت از فعالیت‌هایی برای بهبود جامعه یهودیان است. کمک‌های این بنیاد در زمینه‌های مختلف به فعالیت‌های جامعه یهودی به صورت عمده در کشور آمریکا است.
بر اساس اظهار نامه مالی موجود این بنیاد در سال ۲۰۱۵، بیشترین کمک‌های مالی این بنیاد به مؤسسه واشینگتن برای سیاست خاور نزدیک در آمریکا با مبلغ ۴۵۰ هزار دلار، فدراسیون جامعه یهودیان شرق با ۱۵۱ هزار دلار، کمیته روابط عمومی آمریکا و اسرائیل با ۱۰۰ هزار دلار هستند.